# Parahesione luteola
Parahesione luteola är en ringmaskart som först beskrevs av Webster 1879.  Parahesione luteola ingår i släktet Parahesione och familjen Hesionidae.
Artens utbredningsområde är Mexikanska golfen. Inga underarter finns listade i Catalogue of Life.